# Brand New
Brand New est un groupe américain de rock alternatif, originaire de Long Island, New York. Formé en 2000, le groupe comprend Jesse Lacey (chant, guitare), Vincent Accardi (guitare, chant), Garrett Tierney (basse, chant), et Brian Lane (batterie, percussions). Entre 2005 et 2013, le groupe joue avec Derrick Sherman (guitare, chœurs, claviers).
À la fin des années 1990, Jesse Lacey, Garrett Tierney et Brian Lane sont membres du groupe The Rookie Lot. Ils se séparent des autres membres du groupe, et se forment en 2000 à Merrick. Le groupe signe au label Triple Crown Records et publie son premier album, Your Favorite Weapon, en 2001. Leur deuxième album, Deja Entendu, est publié en 2003 et marque un changement stylistique du groupe.

## Historique

### Débuts (2000–2001)
Vers la fin des années 1990, Jesse Lacey, Garrett Tierney et Brian Lane faisaient tous partis de The Rookie Lot, un groupe de post-hardcore,. Après la rupture de The Rookie Lot, Lacey, Lane et Tierney commencèrent à jouer ensemble avec Vincent « Vin » Accardi arrivant dans le groupe. Le nom Brand New vient d'une chanson des Beastie Boys.

### Your Favorite Weapon(2001–2002)
Après avoir signé un contrat avec Triple Crown Records, le groupe commence à travailler sur leur premier album, Your Favorite Weapon. Il est produit par l'ami du groupe, Mike Sapone,.
L'album est un mélange de chansons de leurs anciens démos et de nouveau matériel. Comme Jesse Lacey, le parolier du groupe, était adolescent lorsqu'il a écrit Your Favorite Weapon, l'album parle principalement de la colère et du sentiment de révolte des adolescents. Beaucoup de morceaux de cet album traitent de la relation entre Lacey et son meilleur ami d'adolescence John Nolan (guitariste de Taking Back Sunday), avec qui sa petite amie de l'époque l'avait trompé. L'opus n'a pas connu beaucoup de succès mais il a permis au groupe de voyager dans le monde entier, en supportant des groupes tels que Good Charlotte et Incubus. L'album est bien accueilli par la presse spécialisée, et est vendu à 50 000 exemplaires,.

### Deja Entendu(2003–2004)

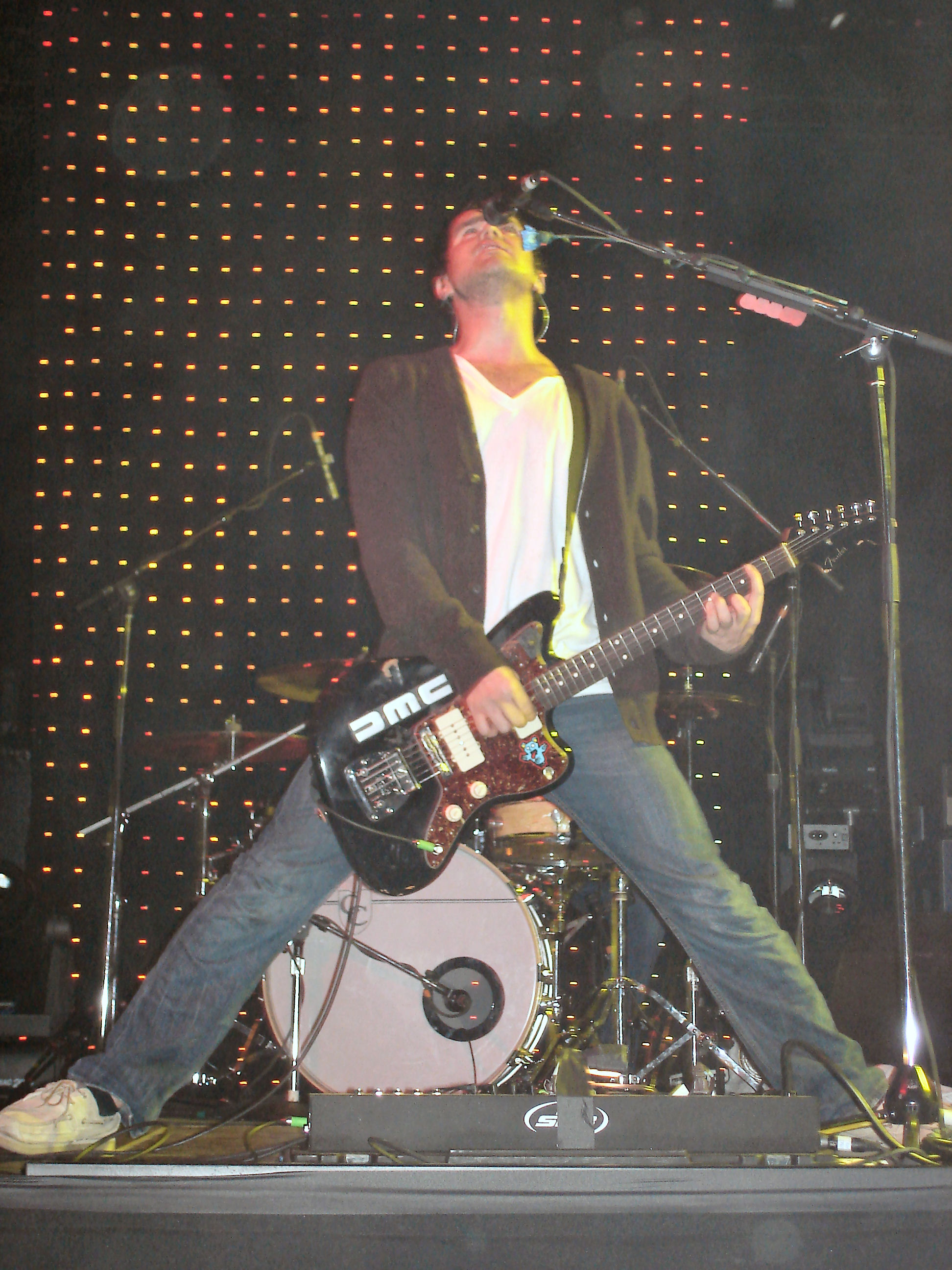
Jesse Lacey, en concert à Toronto en décembre 2006.

Le deuxième album du groupe, Deja Entendu sorti en juin 2003 reçoit beaucoup plus de critiques positives que l'album précédent. L'album contient des chansons plus lentes, profondes et plus noires, avec un son plus poli et des paroles concernant des sujets variés, incluant le cancer du poumon et la sexualité. Il est produit par Steven Haigler, ingénieur de son pour l'album Trompe le Monde des Pixies.
Le titre est une critique de la musique moderne, disant qu'elle a toujours la même sonorité. Le titre de l'album contraste aussi avec le nom du groupe, Brand New voulant dire « flambant neuf ». Trois singles sont tirés de cet album soit The Quiet Things that No One Ever Knows, Sic Transit Gloria… Glory Fades et I Will Play My Game Beneath the Spin Light.
À la fin de 2004, Brand New faisait la couverture d'Alternative Press, titrant que leur prochain opus serait le plus attendu de 2005, mais aucune information sur l'album ne sortie avant juin 2005, lorsque sur le site officiel du groupe on peut lire que le chanteur Jesse Lacey est opéré tôt en 2005 pour une appendicite et que la majorité de ses problèmes était chose du passé.

### The Devil and God Are Raging Inside Me(2005–2008)

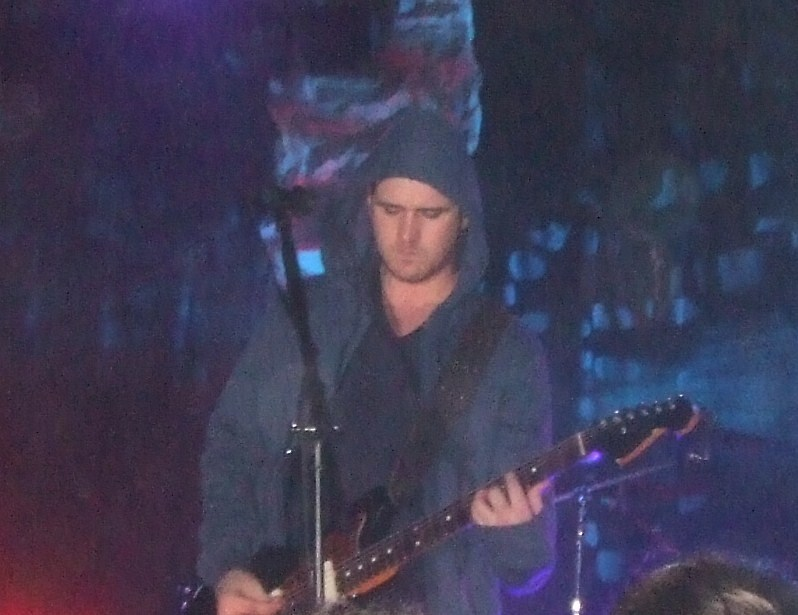
Jesse Lacey au Starland Ballroom en juin 2006.

Après leur signature avec Interscope Records, Brand New arrête de tourner pour son troisième album. À cette période, le groupe fait peu ou aucun entretien. En 2004, Jesse Lacey révèle au magazine Chart avoir écrit « quelques chansons » pour le prochain album. À la fin de 2005, Brand New commence l'enregistrement de son troisième album à Oxford, dans le Mississippi avec le producteur Dennis Herring, puis avec Mike Sapone. En janvier 2006, neuf démos enregistrées pour l'album sont illégalement publiées sur Internet. Dans les mois qui suivent, Brand New effectue ses premières dates de tournée en 18 mois. Ils y jouent des chansons de leur premier opus. Le 19 janvier 2007, le groupe joue au Late Night with Conan O'Brien. Ils jouent encore le 26 février au Late Show with David Letterman.
Entre janvier et juin 2007, le groupe tourne aux États-Unis, en Europe, au Canada, et en Australie. Ils reviennent en tournée à la fin de 2007, avec Thrice et MewithoutYou. Au début de 2008, Brand New tourne en Australie et en Nouvelle-Zélande au festival Big Day Out .
En mars 2008, Brand New lance son propre label, nommé Procrastinate! Music Traitors. Le premier à signer au label est leur ami de longue date Kevin Devine. La première sortie du label label est une réédition de l'album Put Your Ghost to Rest de Kevin Devine en avril 2008.

### Daisy(2008–2011)

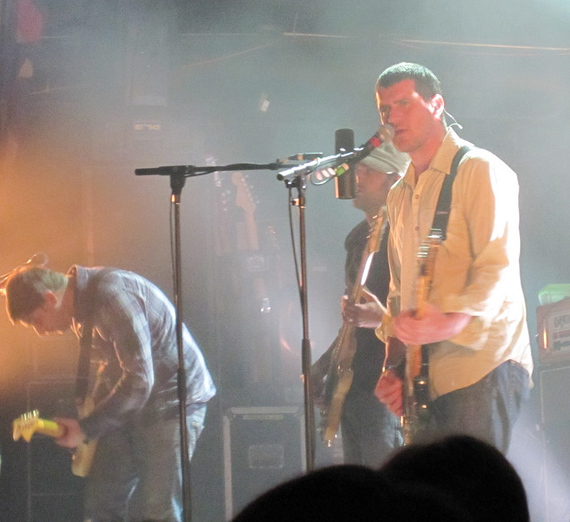
Brand New à San Diego, en Californie, le 20 octobre 2009.

En octobre 2008, Brand New entre en studio. Puis en décembre, ils postent une mise à jour sur leur site web révélant qu'ils entrent et sortent de studio depuis mars. L'album est enregistré en 12 mois depuis mars 2008, le groupe annonçant en avril 2009 les débuts du mixage audio avec Dave Sardy et la sortie de leur quatrième album studio courant l'été suivi probablement une tournée d'été. La date de sortie est repoussée à octobre 2009. Ils se présentent au Glastonbury Festival avec deux nouvelles chansons Bride et Gasoline. 
Le groupe joue au Reading and Leeds Festivals en août 2009 ; leurs performances aux Reading Festival et Glastonbury Festival sont filmés par la BBC, mais Brand New déclinera les droits de diffuser leurs concerts sur leur chaîne ou le site web de la BBC,.
Le 7 juillet 2009, ils annoncent l'album And One Head Can Never Die chez Interscope Records le 22 septembre 2009. Cependant, le 9 juillet, le groupe annonce avoir changé le titre pour Daisy,. Le premier single, At the Bottom, est publié sur Internet le 16 août 2009. Daisy débute sixième au Billboard 200 américain, avec 46 000 exemplaires vendus.
Le 28 avril 2010, à leur concert au Clifton Park, NY, le groupe annonce avoir honoré son contrat avec Interscope Records,. Le 21 novembre 2011, le groupe réédite l'album Your Favorite Weapon avec une nouvelle couverture et des chansons bonus

### Science Fictionet séparation planifiée (depuis 2011)

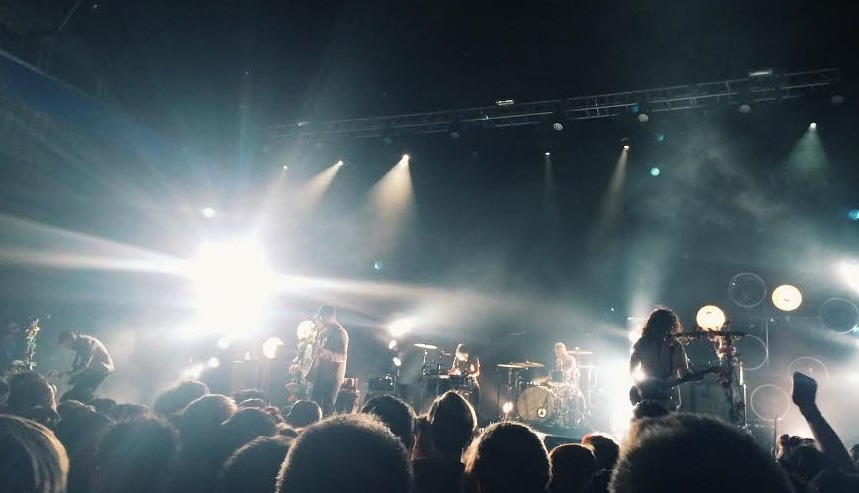
Brand New au St. Augustine Amphitheatre de St. Augustine, en Floride, le 7 mai 2015.

L'écriture d'un cinquième album commence en 2009, peu après la sortie de Daisy ; Lacey annonce de nouvelles chansons, démentant ainsi toute rumeur concernant une éventuelle séparation après Daisy. Le groupe est annoncé en studio en avril 2012 ; cependant, les membres useront de ce temps pour se consacrer à d'autres projets musicaux plutôt qu'à Brand New. Le 19 juin 2014, le groupe annonce un nouvel album et révèle la construction de leur propre studio d'enregistrement.
Le 2 décembre 2015, le groupe rend Leaked Demos 2006 disponible pour la première fois en version cassette,. Le 26 septembre 2016, le groupe révèle que le tout dernier album promis aux fans ne sera pas publié en 2016. Le 19 août 2017, le groupe annonce leur nouvel album Science Fiction.
En novembre 2017, le chanteur Jesse Lacey est accusé d'inconduite sexuelle par une femme, prétendant en outre qu'elle était encore mineure lors des faits au milieu des années 2000. Lacey publia alors des excuses publiques sur la page Facebook du groupe, et Brand New annonça une pause à leur tournée à la suite des évènements. Le groupe est resté inactif depuis.

## Membres

### Membres actuels
- Jesse Lacey – chant, guitare rythmique (depuis 2000)
- Vincent Accardi – guitare solo, chœurs (depuis 2000)
- Brian Lane – batterie, percussions (depuis 2000)
- Garrett Tierney – guitare basse, chœurs (depuis 2000)

### Anciens membres
- Derrick Sherman – claviers, guitare, chœurs (2005–2013)

## Discographie
- 2001 : Your Favorite Weapon
- 2003 : Deja Entendu
- 2006 : The Devil and God Are Raging Inside Me
- 2009 : Daisy
- 2017 : Science Fiction